# Station Jasienica Dolna
Station Jasienica Dolna is een spoorwegstation in de Poolse plaats Jasienica Dolna.